# Eeva Kuuskoski

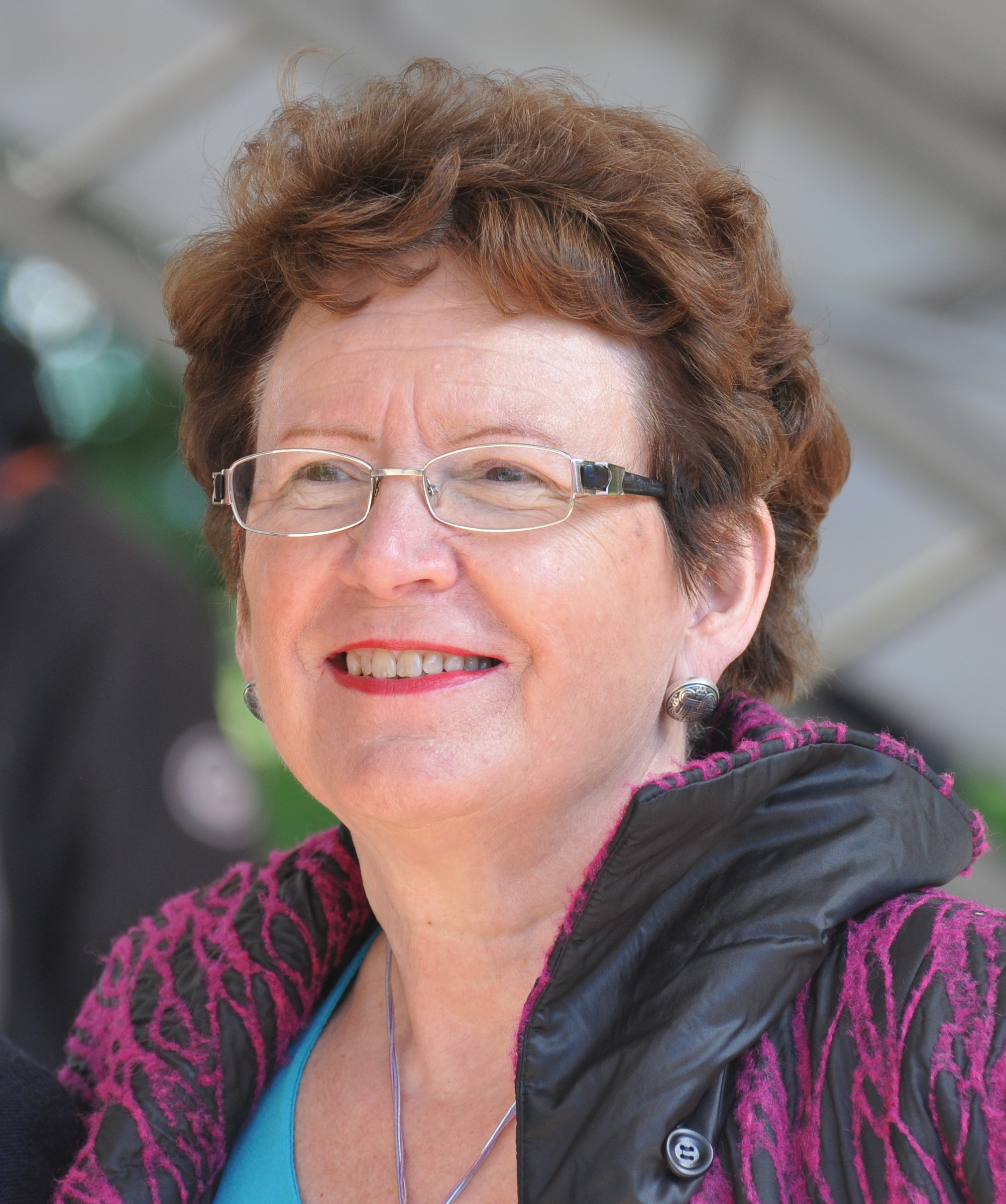
Eeva Kuuskoski (2013)

Eeva Maija Kaarina Kuuskoski (* 4. Oktober 1946 in Aura, Loimaa, Varsinais-Suomi, Finnland) ist eine finnische Politikerin der Nationale Sammlungspartei KOK (Kansallinen Kokoomus/Samlingspartiet) sowie seit 1980 der Zentrumspartei KESK (Suomen Keskusta/Centern i Finland), die unter anderem zwischen 1979 und 1995 Abgeordnete des Parlaments und von 1983 bis 1987 sowie erneut zwischen 1991 und 1992 Ministerin für Soziales und Gesundheit war. Bei der Präsidentschaftswahl 1994 bewarb sie sich als Unabhängige für das Amt des Präsidenten der Republik Finnland, belegte im ersten Wahlgang mit 2,6 Prozent der Stimmen allerdings nur den achten Platz unter elf Kandidaten. Sie war von 1998 bis 2007 Generalsekretärin der Mannerheim-Liga für Kindeswohl MLL (Mannerheimin Lastensuojeluliitto/Mannerheims Barnskyddsförbund).

## Leben

### Ärztin, Kommunalpolitikerin und Abgeordnete
Eeva Maija Kaarina Kuuskoski begann nach dem Schulbesuch 1966 ein Studium der Medizin an der Universität Turku, das sie 1972 mit dem Lizenziat der Medizin abschloss. Anschließend arbeitete sie von 1973 bis 1976 als Ärztin im Gesundheitszentrum von Turku. Zugleich begann sie ihr politisches Engagement für die Nationale Sammlungspartei KOK (Kansallinen Kokoomus/Samlingspartiet) in der Kommunalpolitik und war von 1973 bis 1980 Mitglied des Stadtrates von Turku sowie 1978 auch Mitglied des Wahlmännergremiums für die Wahl des Präsidenten der Republik Finnland. Ferner war sie von 1975 bis 1981 Mitglied im Vorstand der Studentischen Gesundheitsstiftung. Nachdem sie von 1976 bis 1979 Assistenzärztin an der Universitätsklinik der Universität Helsinki war, gehörte sie von 1979 bis 1980 der Stadtregierung von Turku an.
Am 24. März 1979 wurde Eeva Kuuskoski für die KOK erstmals Abgeordnete des Parlaments und vertrat in diesem sechzehn Jahre lang bis zum 23. März 1995 die Interessen des Wahlkreises Turku-Süd, wobei sie am 18. Juni 1980 die KOK verließ und zur Zentrumspartei KESK (Suomen Keskusta/Centern i Finland) wechselte. Während ihrer langjährigen Parlamentszugehörigkeit war sie Mitglied der Ausschüsse für Wirtschaft, für auswärtige Angelegenheiten, für Umwelt und für Wahlen sowie stellvertretendes Mitglied weiterer Ausschüsse. Ferner gehörte sie zeitweise der Delegation beim Nordischen Rat an und war zwischen 1981 und 1987 Vorsitzende des Beirates für Gleichstellung. 1982 schloss sie zudem eine Fortbildung als Fachärztin für Pädiatrie ab.

### Ministerin und Präsidentschaftskandidatin
Im vierten Kabinett Sorsa bekleidete sie zwischen dem 6. Mai 1983 und dem 29. April 1987 erstmals das Amt als Ministerin für Soziales und Gesundheit. Darüber hinaus bekleidete sie zahlreiche weitere Funktionen und war unter anderem zwischen 1983 und 1991 Mitglied des Aufsichtsrates des Einzelhandelskonzerns Alko Oy, von 1985 bis 1989 Vorsitzende des Opernverbandes, zwischen 1986 und 1991 Vorsitzende des Allergieverbandes sowie von 1988 bis 1991 Vizepräsidentin des Finnischen Roten Kreuzes. Im Parlament fungierte sie von 1989 bis 1991 als stellvertretende Vorsitzende der Fraktion der Zentrumspartei. Am 26. April 1994 übernahm sie im Kabinett Aho wieder das Amt der Ministerin für Soziales und Gesundheit und bekleidete dieses bis zum 23. April 1992, woraufhin Jorma Huuhtanen ihre Nachfolge antrat. Sie war daneben von 1991 bis 1994 stellvertretende Vorsitzende des Aufsichtsrates des Verbandes der Finnischen Genossenschaftsbanken.
Bei der Präsidentschaftswahl 1994 bewarb sie sich als Unabhängige für das Amt des Präsidenten der Republik Finnland, belegte im ersten Wahlgang am 16. Januar 1994 mit 82.453 Stimmen (2,6 Prozent) allerdings nur den achten Platz unter elf Kandidaten. In der Stichwahl am 6. Februar 1994 konnte sich Martti Ahtisaari von der Sozialdemokratischen Partei (SDP) mit 53,9 Prozent (1.723.485 Stimmen) gegen die Kandidatin der Schwedischen Volkspartei (SFP) Elisabeth Rehn durchsetzen, auf die 46,1 Prozent (1.476.294 Stimmen) entfielen.
Sie war zwischen 1994 und 1996 Vorsitzende des Exekutivkomitees der Finnischen Kommission des Club of Rome. Nach ihrem Ausscheiden aus dem Parlament wechselte sie 1995 zu der nach Sophie Mannerheim, Schwester des früheren Staatspräsidenten Carl Gustaf Emil Mannerheim, benannten Mannerheim-Liga für Kindeswohl MLL (Mannerheimin Lastensuojeluliitto/Mannerheims Barnskyddsförbund) und war zunächst Programmdirektorin sowie im Anschluss zwischen 1998 und 2007 deren Generalsekretärin. Dieses Amt musste sie aufgeben, nachdem ihr Übergriffe gegen eine Mitarbeiterin vorgeworfen wurden und sie vom Berufungsgericht Helsinki wegen Schlägen auf die ehemalige Kinderbeauftragte Helena Molander zu einer Geldstrafe verurteilt wurde. Das Oberste Gericht hatte am 1. Juni 2007 ihren Antrag auf Berufung gegen die Verurteilung abgelehnt. 2007 wurde sie Generalsekretärin des Kooperationsverbandes der Sozial- und Gesundheitsorganisationen SOSTE/SAF (Suomen sosiaali ja terveys ry/Social- och hälsoorganisationernas samarbetsförening).
Eeva Kuuskoski, deren Onkel Reino Kuuskoski 1958 für einige Monate Ministerpräsident war, heiratete 1973 den Parlamentsabgeordneten Juha Vikatmaa. Vikatmaa beging am 2. Dezember 1974 im Alter von 33 Jahren Selbstmord und die gemeinsame Tochter starb im folgenden Jahr unmittelbar nach der Geburt. 1991 heiratete sie den Journalisten  Pentti Manninen, mit dem sie eine gemeinsame Tochter hat.

## Veröffentlichung
- Ihmisten kanssa, Erinnerungen (1991)